# A. Thirumuruganpoondi
A. Thirumuruganpoondi (o Thirumuruganpoondi) è una suddivisione dell'India, classificata come town panchayat, di 18.459 abitanti, situata nel distretto di Tirupur, nello stato federato del Tamil Nadu. In base al numero di abitanti la città rientra nella classe IV (da 10.000 a 19.999 persone).

## Geografia fisica
La città è situata a 11° 10' 44 N e 77° 18' 52 E.

## Società

### Evoluzione demografica
Al censimento del 2001 la popolazione di A. Thirumuruganpoondi assommava a 18.459 persone, delle quali 9.563 maschi e 8.896 femmine. I bambini di età inferiore o uguale ai sei anni assommavano a 2.236, dei quali 1.115 maschi e 1.121 femmine. Infine, coloro che erano in grado di saper almeno leggere e scrivere erano 12.681, dei quali 7.307 maschi e 5.374 femmine.